# Rainier Fog
Rainier Fog je šesté studiové album americké rockové skupiny Alice in Chains. Vydáno bylo 24. srpen roku 2018 společností BMG. Desku produkoval Nick Raskulinecz, jenž se skupinou spolupracoval již na jejích předchozích dvou studiových albech. Název alba je inspirován horou Mount Rainier a titulní píseň je poctou seattleské hudební scéně.

## Seznam skladeb
1. The One You Know – 4:39
2. Rainier Fog – 5:01
3. Red Giant – 5:25
4. Fly – 5:18
5. Drone – 6:30
6. Deaf Ears Blind Eyes – 4:44
7. Maybe – 5:36
8. So Far Under – 4:33
9. Never Fade – 4:40
10. All I Am – 7:15

## Obsazení
Alice in Chains
- Jerry Cantrell – zpěv, kytara
- William DuVall – zpěv,kytara
- Mike Inez – baskytara
- Sean Kinney – bicí

Ostatní
- Chris DeGarmo – kytara